# ストーブリーグ

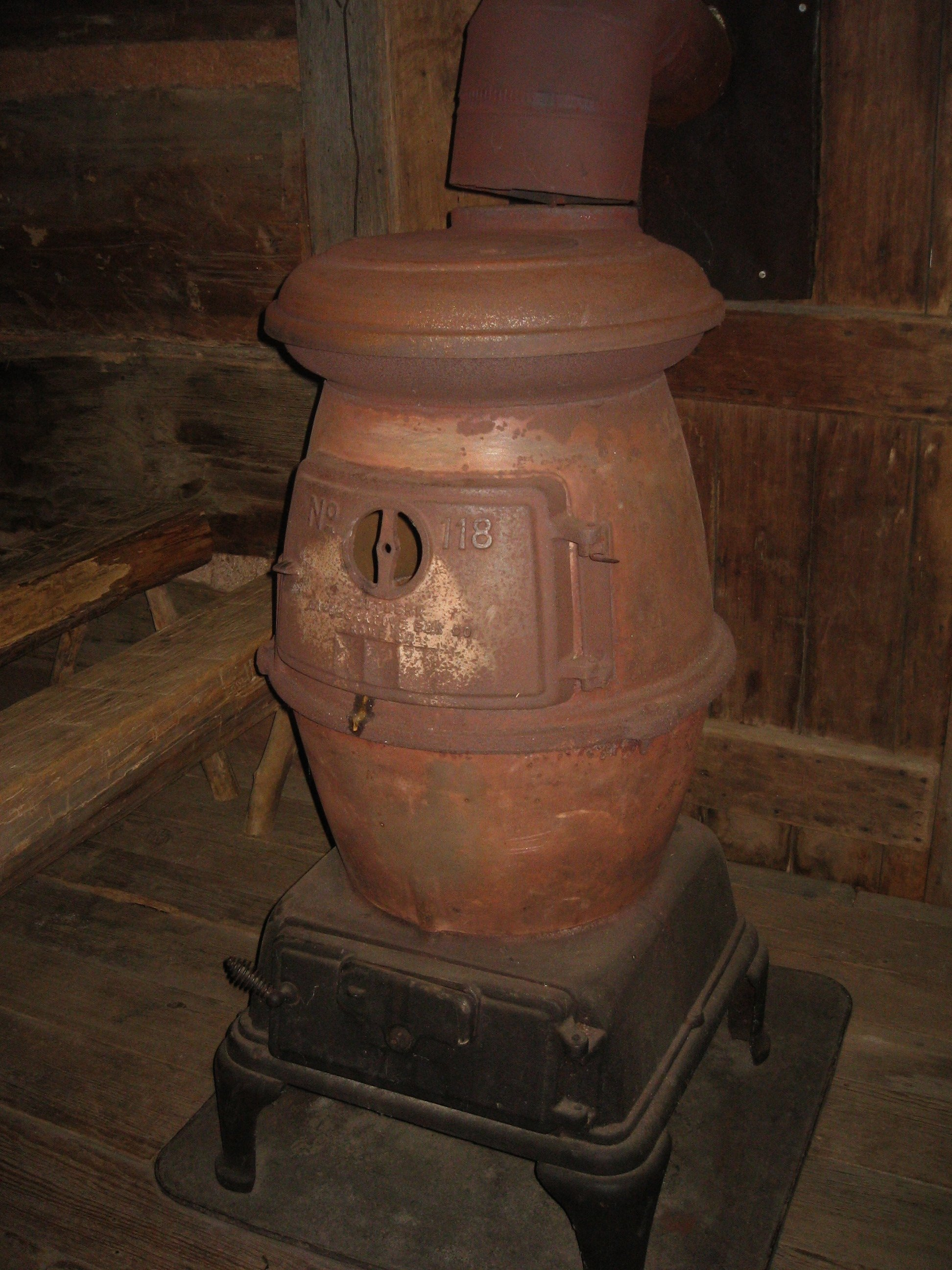
ストーブ

ストーブリーグ（英: hot stove league）とは、プロ野球のオフシーズンである。実際のリーグではなく、冬の寒い時期にファンが暖かいストーブの周りに集まって好きな野球チームや選手について語りあうイメージからこのように呼ばれるようになった。

## 概要
ストーブリーグ期間中は、選手の移籍がより活発になり、ファンは移籍のニュースなどで来シーズンへの期待を高める。
また、シーズンとシーズンの間に相次いで行われる大リーグの選手の取引（契約更改、トレード、フリーエージェントなど）を意味する言葉としても用いられるようになった。フリーエージェント契約やトレードのほとんどはオフシーズンに行われるため、この時期に盛んに行われる選手の取引（トレードに関する噂や臆測を含む）を「ストーブリーグ（hot stove league）」や「ストーブ（hot stove）」と呼ぶことがある。
元々はプロ野球用語だが、他のスポーツでも用いられる。

## プールサイドリーグ
国際的なモータースポーツの世界では、次年度のチーム構想をシーズンが終わる冬場よりも前、夏場のうちに決定することがある。これをストーブリーグをもじってプールサイドリーグ、プールリーグと呼ぶことがある。
もっとも、自動車競技の世界選手権であるフォーミュラ1では、当年のシーズンが開幕する前の2月の時点で次年度に向けたドライバーの移籍が発表されたこともあり、前倒しする形でストーブリーグと化した事例も存在する。